# Porto Murtinho
Porto Murtinho là một đô thị thuộc bang Mato Grosso do Sul, Brasil. Đô thị này có diện tích 17734,925 km², dân số năm 2007 là 14828 người, mật độ 0,84 người/km².